# Вони перемогли
«Вони перемогли»  — збірка оповідань Спиридона Черкасенка видана у 1917 році.

## Про збірку
У 1917 році Спиридон Черкасенко видав збірку оповідань «Вони перемогли».
І знову шахтарська тема, тепер уже в збірці виданій в революційно-буремні часи 1917 року. Поряд з тим, частина оповідань цієї збірки присвячено гіркій долі народного вчительства, а таке, певне новаторство в украïнській літературі, теми про тварин, які в малих творах Черкасенка постають у внутрішніх почуттях, переживаннях із зображенням внутрішнього світу тварин, та ïхню вірність людині. Але основна думка усіх цих оповідок — в них вимальовується широка картина шахтарськоï дійсності.
|  | Ми ненавидимо все, на що не дивилися, про що б не думали. Ми ненавидимо пишний степ по весні за те, що не про нас краса його, восени - що по нім вільно гуляє вітер, коли в нас, у колодязі, стіни. Ми ненавидимо небо, хоч у Бога давно вже не віримо, ненавидимо за те, що воно потрібне нам, бо без сього не було б куди посилати найстрашніші прокльони наші за наше існування. Ненавидимо хазяïна й інших ненавистю голодного, побитого пса, за те, що служимо ïм. Ненавидимо себе, свою нікчемність, непотрібність самих до себе. |

## Оповідання в збірці
До збірки ввійшли такі оповідання:
- «Вони перемогли»
- «Блажчукове весілля»
- «Юдита»
- «Воронько»
- «Безпритульні»